# Покољ у Хадити
Покољ у Хадити је догађај од 19. новембра 2005. године из рата у Ираку када су амерички маринци убили 24 цивила у месту Хадити у западној покрајини Анбар.
Догађај који непосредно претходи је експлозија мине поред пута којим је пролазио конвој возила са маринцима. Ово се дешава око 7 часова ујутро у близини кампа. Том приликом је уништен хамви у коме гине десетар Мигел Ти Џеј Теразас, а још двојица маринаца бивају рањена. Убрзо креће претрес кућа у потрази за бомбашем или било ким ко би могао да га идентификује. Током претреса у три оближње куће маринци почињу убијати цивиле. Међу жртвама је било деце, жена и старих људи. Према другој верзији је убијање почело одмах на улици пуцањем у први такси који је наишао улицом.
Јединица која је учествовала у убиствима је 3. вод, Кило чета, 3. батаљон, 1. морнарички пук, 1. морнаричка дивизија из базе Пендлетон у Калифорнији.
Претпоставља се да је покољ направило 3 до 4 маринца. Бар 9 их је посматрало и ништа није предузело поводом тога. Истрага је поведена против дванаесторице.

## Прикривање злочина
Сутрадан по догађају је портпарол јединице објавио да је од последица експлозивне направе погинуо један маринац и петнаест цивила. Изјавио је и да је непосредно по експлозији нападач отворио ватру на конвој из пешадијског наоружања, али да су маринци одговорили на ватру и том приликом је убијено осам „побуњеника“.
Организација Хјуман рајтс воч је пустила вест да располаже фотографијом цивила који клечи, и не представља никакву опасност, тренутак пре него што му је пуцано у главу. Навели су и да им је извор један од маринаца који је то снимио камером фото-апарата са мобилног телефона.
Тајм је дошао до ове и других прича тек у јануару сазнавши за касету на којој су снимљене сцене после покоља цивила. Капетан маринаца Џеф Пол је тада изјавио да је у питању пропаганда Ал Каиде и да не треба веровати тој касети. Када је касета предата пуковнику Берију Џонсону у Багдаду ипак је дошло до истраге, али је убрзо завршено изјавом да цивиле није убила мина већ намерна ватра из стрељачког наоружања, али да није у питању било намерно убиство већ „колатерална штета“. Ипак неки виши официри су покренули кривичну истрагу поводом покоља. Док трака није дошла до великих америчких медија догађај једноставно као да није постојао. Озбиљнија истрага у војсци почиње тек у марту, али без пуштања информација у јавност.
Ствари су постале значајно актуелније када су неки конгресмени, као што је републиканац Џон Клајн признали да је било злочина и прикривања. Још пар конгресмена је потврдило да заташкавање овог догађаја води до веома високих места у војсци и политици.
Тек последњих дана маја 2006. године долази до јавног изношења чињеница поводом овог догађаја и навођења да је читав ланац командовања уплетен у заташкавање догађаја.